# ألين بورتر
ألين بورتر (بالإنجليزية: Eliot Porter)‏ هو مصور أمريكي، ولد في 6 ديسمبر 1901 في وينتكا في الولايات المتحدة، وتوفي في 2 نوفمبر 1990 في سانتا فيه في الولايات المتحدة.

## وصلات خارجية
- ألين بورتر على موقع الموسوعة البريطانية (الإنجليزية)
- ألين بورتر على موقع ديسكوغز (الإنجليزية)